# Thetidia
Thetidia är ett släkte av fjärilar som beskrevs av Jean-Baptiste Boisduval, 1840. Thetidia ingår i familjen mätare, Geometridae.

## Dottertaxa tillThetidia, i alfabetisk ordning[1][2]
- Thetidia albocostaria (Bremer, 1864)
- Thetidia albosagittata (Ebert, 1965)
- Thetidia atyche (Prout, 1935)
- Thetidia bilineata Hausmann, 1991
- Thetidia chlorophyllaria (Hedemann, 1879)
- Thetidia correspondens (Alphéraky, 1883)
- Thetidia crucigerata (Christoph, 1887)
- Thetidia euryrithra (Prout, 1935)
- Thetidia fulminaria (Lederer, 1870)
- Thetidia hammeri (Ebert, 1965)
- Thetidia hazara (Ebert, 1965)
- Thetidia kansuensis (Djakonov, 1936)
- Thetidia mabillei (Thierry-Mieg, 1893)
- Thetidia pallidimarginata (Pajni & Walia, 1984)
- Thetidia persica Hausmann, 1996
- Thetidia plusiaria Boisduval, 1840
- Thetidia radiata Walker
- Thetidia recta (Brandt, 1941)
- Thetidia sardinica (Schawerda, 1934)
- Thetidia serraria (Staudinger, 1892)
- Thetidia silvia Hausmann, 1991
- Thetidia smaragdaria (Fabricius, 1787), Midsommarmätare
  - Thetidia smaragdaria amurensis (Prout, 1935)
  - Thetidia smaragdaria anomica (Prout, 1935)
  - Thetidia smaragdaria gigantea (Millière, 1874)
  - Thetidia smaragdaria maritima (Prout, 1935)
- Thetidia smaragdularia (Staudinger, 1892)
- Thetidia undulilinea (Warren, 1905)
- Thetidia volgaria (Guenée)
  - Thetidia volgaria mongolica (Staudinger, 1897)

## Bildgalleri

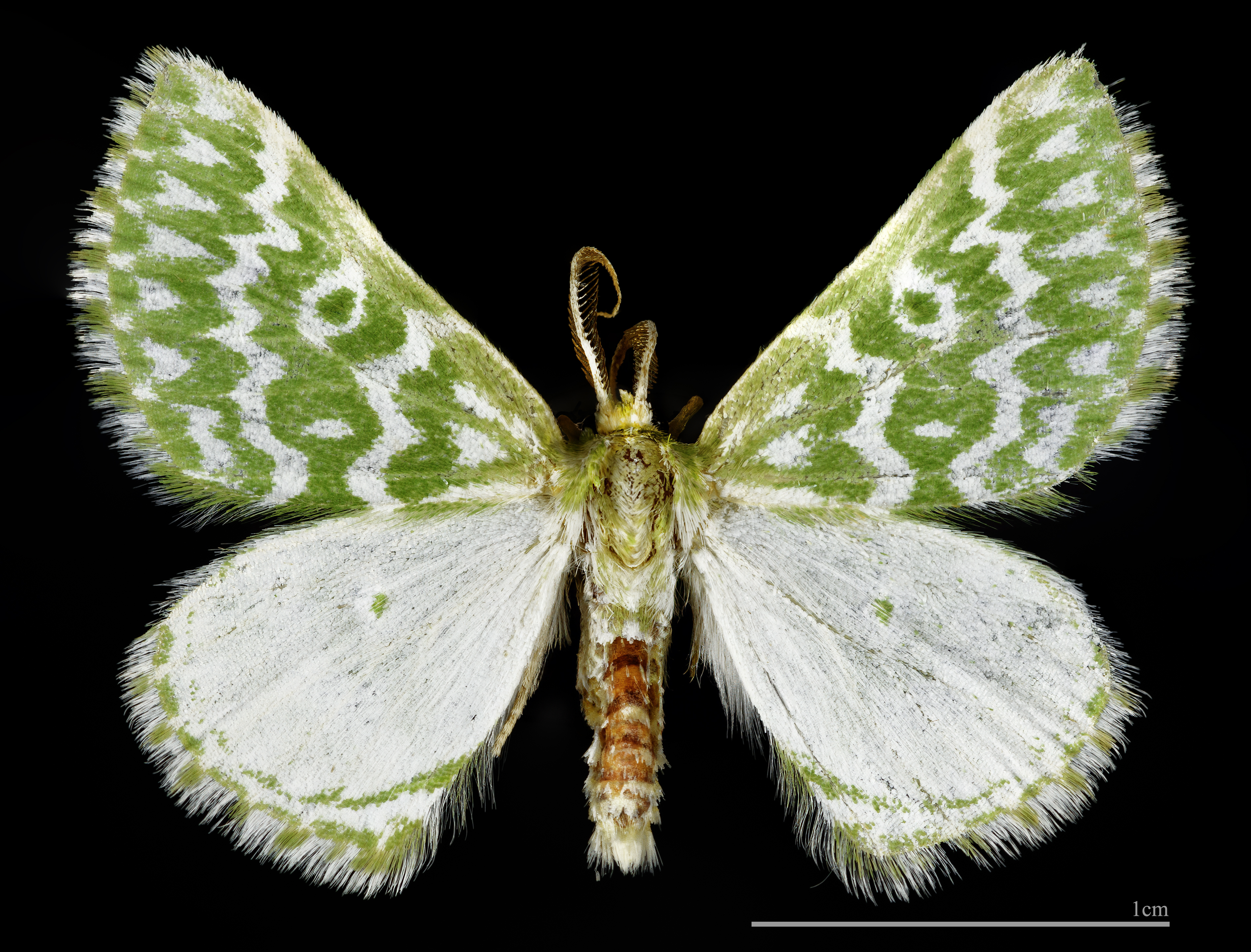
Thetidia plusiaria
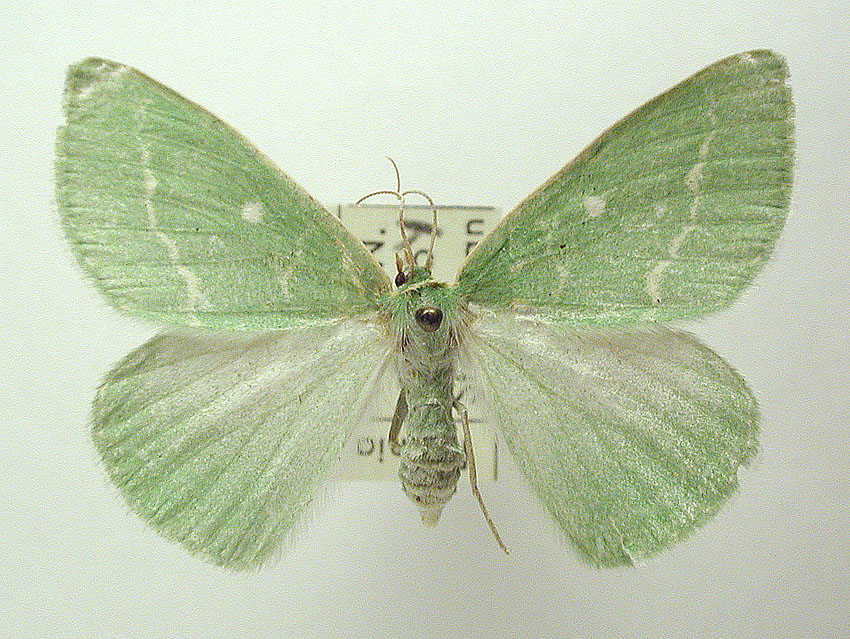
Midsommarmätare, Thetidia smaragdaria